# La Planète fantôme
Pour plus de détails, voir Fiche technique et Distribution.
La Planète fantôme (The Phantom Planet) est un film américain réalisé par William Marshall, sorti en 1961.

## Synopsis
Au mois de mars 1980, un message de détresse du vaisseau Pégase III est reçu sur une base lunaire. Le capitaine Chapman et le lieutenant Makonnen embarquent pour une mission de reconnaissance à bord du Pégase IV mais leur vaisseau est pris dans une pluie de météores. Markonnen est tué et peu après Chapman s'écrase sur un astéroïde. Il s'agit de Reton, une planète errante peuplée d'humanoïdes mesurant une quinzaine de centimètres. Leur maîtrise des champs gravitationnels leur vaut d'être sans cesse attaqués par les Solarites, de monstrueux extraterrestres.

## Fiche technique
Sauf indication contraire, les informations mentionnées dans cette section peuvent être confirmées par la base de données cinématographiques IMDb,  présente dans la section « Liens externes ».
- Titre : La Planète fantôme
- Titre original : The Phantom Planet
- Réalisation : William Marshall
- Scénario : William Telaak, Fred De Gorter et Fred Gebhardt
- Direction artistique : Robert Kinoshita (en)[2]
- Musique : Hayes Pagel[2]
- Décors : Robert Kinoshita (en)
- Photographie : Elwood J. Nicholson
- Effets spéciaux : Charles Duncan[2]
- Production : Fred Gebhardt
  - production associée : Robert Kinoshita (en)
  - Production déléguée : Leo A. Handel
- Société de production : Four Crown Productions Inc.
- Distribution :
  - États-Unis : American International Pictures
  - France :
- Budget :
- Pays de production:  États-Unis
- Format : Noir et blanc - Son : monophonique - 1,85:1 - Format 35 mm
- Genre : Action, aventure et science-fiction
- Durée : 82 minutes
- Dates de sortie :
  - États-Unis : 13 décembre 1961
  - France :
  - Belgique :

## Distribution
- Dean Fredericks (en) : le capitaine Frank Chapman
- Coleen Gray : Liara
- Anthony Dexter : Herron, le soupirant de Liara
- Francis X. Bushman : Sessom, le père de Liara
- Richard Weber : le lieutenant Ray Makonnen
- Al Jarvis : le juge Eden
- Dick Haynes : le colonel Lansfield
- Dolores Faith (en) : Zetha
- Earl McDaniels : le capitaine Leonard
- Mike Marshall : le lieutenant White
- John Herrin : le capitaine Beecher
- Mel Curtis : le lieutenant Cutler
- Jimmy Weldon : le lieutenant Webb
- Akemi Tani : l'officier des communications
- Lori Lyons : l'officier radar
- Richard Kiel : le Solarite